# Guerra ottomano-egiziana (1831-1833)
La guerra ottomano-egiziana (1831-1833), anche nota come Prima guerra ottomano-egiziana o Prima guerra siriana, fu un conflitto militare tra l'Impero ottomano e l'Egitto, provocato dalla richiesta di Mehmet Ali, alla Sublime Porta, di controllare la Grande Siria (come ricompensa per aver aiutato il Sultano durante la Guerra d'Indipendenza greca). Di conseguenza, le truppe egiziane ottennero, temporaneamente, il controllo della Siria, avanzando fino a Kütahya.

## Origini
Si pensa che Mehmet Ali avesse pianificato di estendere il suo dominio, alle province siriane dell'Impero Ottomano, già nel 1812 (svelando, segretamente, al console britannico dei suoi progetti). Questo progetto venne lasciato in sospeso, tuttavia, quando consolidò il suo governo sull'Egitto (modernizzandone l'amministrazione governativa, i servizi pubblici e le forze armate e reprimendo varie ribellioni), comprese le rivolte mamelucche e wahhabite, per conto del sultano Mahmud II.

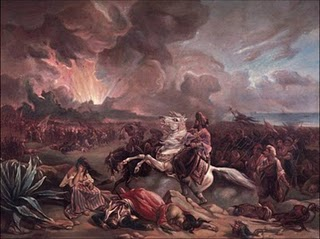
L'attacco di Ibrahim Pasha contro Missolungi di Giuseppe Mazzola.

Nel 1825, il Sultano invitò nuovamente Muhammad Ali a reprimere una rivolta locale, questa volta una rivoluzione nazionalista dei cristiani greci; in cambio, gli venne promesso il dominio su Creta, su Cipro e sulla Morea (l'odierno Peloponneso) per i suoi servigi. Suo figlio, Ibrāhīm Pashà, ottenne rapide vittorie, a capo di un esercito di leva, e controllò quasi l'intera penisola del Peloponneso (entro dieci mesi dal suo arrivo, nel febbraio 1825), tuttavia, i greci continuarono le operazioni di guerriglia e, nel settembre 1827, l'opinione pubblica in Russia, nel Regno Unito e in Francia, costrinse le grandi potenze europee a intervenire in favore dei greci. La flotta congiunta britannico-russa-francese distrusse la flotta di Mehmet Ali, a ottobre, nella Battaglia di Navarino, e le truppe di Ibrahim furono espulse dalla Morea, un anno dopo, in seguito all'arrivo di un corpo di spedizione francese (e a un accordo negoziato dalle potenze europee). Una volta che Ibrahim e le sue truppe tornarono dalla Grecia, iniziarono i preparativi per strappare, all'Impero Ottomano, il controllo della Siria.

## Invasione della Siria
Il governatore di Acri, Abdullah Pasha ibn Ali, ospitava i disertori dell'esercito egiziano e si diceva che avesse rifiutato una richiesta di contribuire allo sforzo bellico di Mehmet Ali. Con questi insulti, come pretesto, le forze di terra e di mare (sotto il comando di Ibrāhīm Pashà) furono inviate a nord per assediare Acri, nell'ottobre 1831; la città cadde sotto l'esercito di Ibrahim, sei mesi dopo, nel maggio 1832. Dopo Acri continuò la sua campagna e conquistò Aleppo, Homs, Beirut, Sidone, Tripoli e Damasco; gli eserciti inviati dal Sultano (e dai vari governatori locali) non furono in grado di contrastare le truppe di Ibrahim, in particolare, nella battaglia di Homs (considerata decisiva per il destino della Siria).
Le riforme Tanzimat, proseguite da Mahmud II, avevano incontrato notevoli difficoltà nell'adottare gli innovativi metodi militari di coscrizione e di esercitazione di massa (poi implementati negli eserciti europei), ma Muhammad Ali riuscì ad adottarli entrambi, tuttavia, il travolgente successo di Ibrahim non poté essere attribuito solo all'organizzazione moderna; i suoi ufficiali avevano molta più esperienza delle loro controparti ottomane, avendo sopportato il peso maggiore dei combattimenti nelle due più recenti grandi guerre dell'Impero contro le ribellioni wahhabite e greche, e attirò un significativo sostegno locale alla sua causa definendo la sua prima campagna per la "liberazione dal giogo turco". Con le province della Grande Siria sotto il suo controllo, l'esercito egiziano continuò la sua campagna in Anatolia, fino alla fine del 1832.

### La Battaglia di Konya
Il 21 novembre 1832, le truppe egiziane occuparono la città di Konya, nella Turchia centrale, a breve distanza dalla capitale Costantinopoli; il Sultano organizzò un nuovo esercito di 80 000 uomini, al comando del Gran visir Reshid Mehmed Pascià, in un ultimo disperato tentativo di bloccare l'avanzata di Ibrahim verso la capitale mentre Ibrahim comandava un esercito di 50 000 uomini (la maggior parte di loro, dislocati lungo le sue linee di rifornimento dal Cairo), di cui 15 000 a Konya. Tuttavia, quando gli eserciti si incontrarono il 21 dicembre, le truppe di Ibrahim ottennero una vittoria, catturando il Gran Visir dopo che si era perso nella nebbia (nel tentativo di radunare il fianco sinistro in caduta libera delle sue truppe). Gli egiziani subirono solo 792 vittime, rispetto ai 3 000 morti dell'esercito ottomano, e catturarono quarantasei dei cento cannoni con cui l'esercito aveva lasciato Istanbul. La straordinaria vittoria di Konya fu la vittoria finale (e la più impressionante) della campagna egiziana contro la Sublime Porta e rappresentò il culmine del potere raggiunto da Muhammad Ali, nella regione.

## Conseguenze

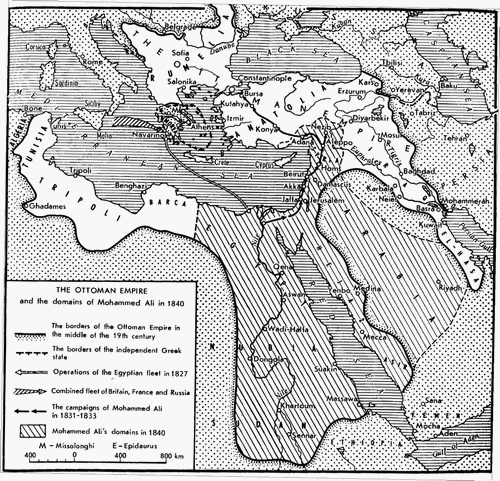
Territorio controllato da Mehmet Ali, in seguito all'accordo di pace stipulato con Mahmud II, nel 1833.

Sebbene nessuna potenza militare fosse rimasta tra l'esercito egiziano e Istanbul, gli ottomani avevano subito un'umiliante sconfitta per mano degli egiziani; l'Egitto aveva conquistato quasi tutta la Turchia, oltre alla città di Istanbul, dove il rigido clima invernale lo costrinse ad accamparsi a Konya (abbastanza a lungo perché la Sublime Porta concludesse un'alleanza con la Russia e le forze russe arrivassero in Anatolia, bloccando la sua marcia verso la capitale). L'arrivo di una potenza europea, si sarebbe rivelata una sfida troppo grande da superare per l'esercito di Ibrahim; temendo lo sviluppo dell'influenza russa nell'Impero Ottomano (e la sua capacità di sconvolgere gli equilibri di potere), le pressioni diplomatiche francesi e britanniche costrinsero Mehmet Ali e Ibrahim a stipulare la Pace di Kütahya. In base all'accordo, le province siriane furono cedute all'Egitto mentre Ibrāhīm Pashà venne nominato governatore generale della regione.
Il trattato lasciò Muhammad Ali, un vassallo nominale del Sultano. Sei anni dopo, quando Muhammad Ali si mosse per dichiarare de iure l'indipendenza, il Sultano lo dichiarò un traditore e inviò un esercito per affrontare Ibrahim Pasha, avviando la Seconda guerra egizio-ottomana.